# Huangshicheng

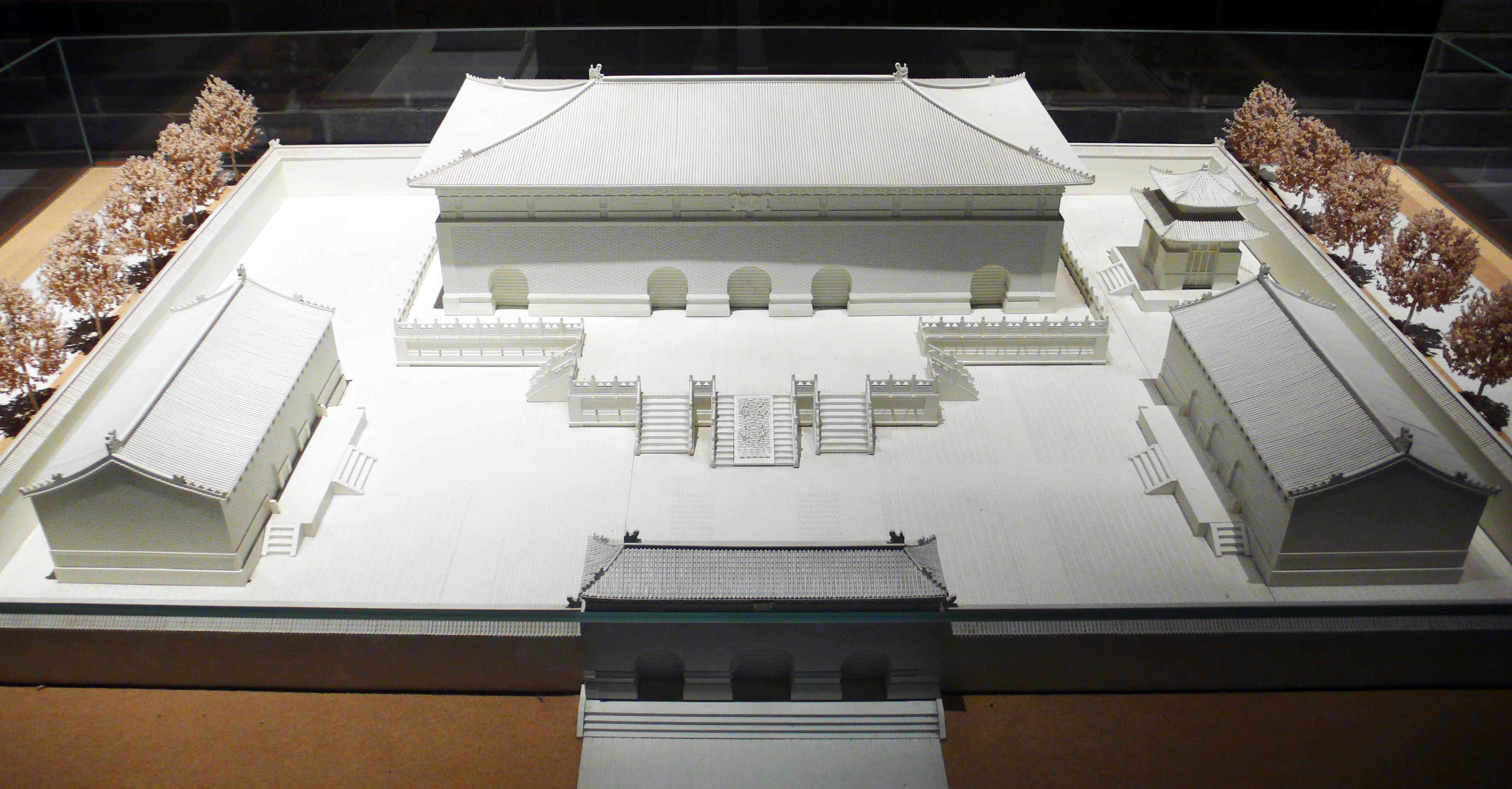
Das Modell von Huangshicheng. Im Gegensatz zu den meisten traditionellen alten chinesischen Gebäuden, die aus Holz bestanden, ist Huangshicheng ein gemauertes Gebäude, das der Brandbekämpfung dient.

Huangshicheng (皇史宬,  Huángshǐchéng), das kaiserliche historische Archiv, befindet sich auf der Nanchizi-Straße im Pekinger Stadtbezirk Dongcheng. Es enthält historische Dokumente und die Archive der Ming- und Qing-Dynastien. Es wurde 1534 in der Zeit der Jiajing-Ära der Ming-Dynastie erbaut und war die erste Institution, die historische Dokumente des Kaisers aufbewahrte. Es ist das kaiserliche Archiv der Ming- und Qing-Dynastien und wird auch Biaozhangku 表章库 genannt.
Es steht seit 1982 auf der Liste der Denkmäler der Volksrepublik China (2-29).